# Sattar Zare
Sattar Zare (en persa: ستار زارع‎, Shiraz, Irán, 27 de enero de 1982) es un exfutbolista y entrenador de fútbol iraní que jugaba en las posiciones de defensa y centrocampista.

## Carrera

### Club
| Periodo   | Club              | Apariciones | Goles |
| --------- | ----------------- | ----------- | ----- |
| 2002–2010 | Bargh Shiraz FC   | 186         | 24    |
| 2010–2011 | Shahin Bushehr FC | 32          | 2     |
| 2011–2012 | Rah Ahan FC       | 9           | 0     |
| 2012      | Shahin Bushehr FC | 8           | 0     |
| 2012–2013 | Bargh Shiraz FC   | 4           | 0     |

### Selección nacional
Jugó para Irán en 37 ocasiones de 2003 a 2009, se perdió la copa Mundial de Fútbol de 2006 por una lesión de rodilla, y participó en la copa Asiática 2004.